# Karina Wassiljewa
Karina Wassiljewa (kasachisch Карина Васильева; * 12. Januar 2004) ist eine kasachische Leichtathletin, die im Kugelstoßen sowie im Diskuswurf an den Start geht.

## Sportliche Laufbahn
Erste internationale Erfahrungen sammelte Karina Wassiljewa im Jahr 2023, als sie bei den Hallenasienmeisterschaften in Astana mit einer Weite von 10,94 m den siebten Platz im Kugelstoßen belegte. Im Juni gelangte sie dann bei den U20-Asienmeisterschaften in Yecheon mit 42,04 m auf Rang sechs.
In den Jahren von 2021 bis 2023 wurde Wassiljewa kasachische Meisterin im Diskuswurf.

## Persönliche Bestleistungen
- Kugelstoßen 12,62 m, 7. Juni 2021 in Almaty
  - Kugelstoßen (Halle): 13,03 m, 20. Februar 2021 in Öskemen
- Diskuswurf: 45,37 m, 22. Juni 2023 in Almaty